# Sibayak
Sibayak (Indonesisch: Gunung Sibayak) is een stratovulkaan en ligt op het Karo-plateau  van het Karo-regentschap, Noord-Sumatra, Indonesië.